# ف
ف(아랍어: ﻓﺎء, 파)는 아랍 문자의 스무번째 글자로, 음가는 무성 순치 마찰음 /f/이다. 모로코에서는 점을 아래에 찍어서 ڢ의 형태로 쓰기도 한다.
| 글자 모양 | 글자 모양 | 글자 모양 | 글자 모양 |
| 단독형    | 어두형    | 어중형    | 어말형    |
| ﻑ         | ﻓ         | ﻔ         | ﻒ         |
| --------- | --------- | --------- | --------- |